# David Lordkipanidze

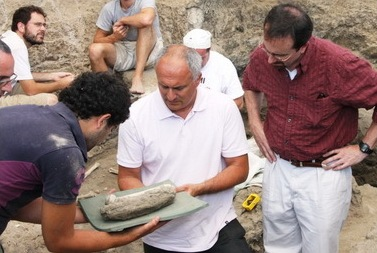
David Lordkipanidze sur le site archéologique de Dmanissi

David Lordkipanidzé (en géorgien : დავით ლორთქიფანიძე), né le 5 août 1963 à Tbilissi, est un anthropologue, archéologue, paléoanthropologue et enseignant géorgien, membre de l'Académie nationale des sciences de Géorgie et directeur général du Musée national géorgien.

## Biographie
David Lordkipanidze est le fils de l'archéologue Otar Lordkipanidze.
Il a été chercheur postdoctoral, notamment à l'université de Göttingen (1992), au Muséum national d'histoire naturelle à Paris (1996 et 1997), et à l'Institut archéologique allemand à Berlin, ainsi qu'à Lisbonne et à Madrid (1996).
David Lordkipanidze a été professeur invité à l'université Harvard (2002), et participa en tant que professeur au programme européen Erasmus Mundus. Il est également conférencier invité en résidence dans des universités étrangères et des institutions scientifiques.
Il est le premier directeur général du Musée national géorgien, fondé en 2004, qui a unifié dix des plus grands musées de la Géorgie et deux instituts de recherche. En 2007, il est devenu membre étranger de l'Académie nationale des sciences des États-Unis, et en 2008 membre correspondant de l'Institut archéologique allemand.

## Découverte
David Lordkipanidze est surtout connu pour sa découverte des fossiles de l'Homme de Dmanissi, décrit en 2002 et dénommé Homo georgicus. Ces fossiles sont les plus anciens représentants du genre Homo découverts à ce jour hors d'Afrique.
Le site préhistorique de Dmanissi a été découvert en 1991 sous un village médiéval, situé à une altitude de 1 171 mètres. Fouillé par une équipe internationale comprenant le scientifique géorgien David Lordkipanidze, avec le soutien de l'Académie nationale des sciences de Géorgie en coopération avec le Musée central romain-germanique de Mayence (Allemagne). Le site de Dmanissi a livré une industrie lithique archaïque de mode 1 (de type oldowayen) et une faune très ancienne, dite villafranchienne. Il repose sur une coulée basaltique datée de 1,8 million d'années.

## Honneurs
David Lordkipanidze a reçu de nombreuses récompenses, notamment la décoration nationale de la Géorgie (2001 et 2011), le prix du Prince de Monaco (2001), l'ordre français des Palmes académiques (2002), l'ordre du Mérite français (2006).